# Гексафторид молібдену
Гексафторид молібдену, також молібден(VI) фторид — неорганічна сполука з формулою MoF6. Це найвищий фторид молібдену. Це безбарвна тверда речовина, яка плавиться трохи нижче кімнатної температури і кипить за 34 °C. Це один із сімнадцяти відомих бінарних гексафторидів.

## Синтез
Гексафторид молібдену отримують прямою реакцією металевого молібдену в надлишку елементарного фтору: 
Mo + 3 F
2 → MoF
6
Типовими домішками є MoO2F2 і MoOF4, що відображає схильність гексафториду до гідролізу.

## Опис
При −140 °C, він кристалізується в орторомбічній просторовій групі Pnma. Параметри решітки: a = 9,394 Å, b = 8,543 Å і c = 4,959 Å. Є чотири формульні одиниці (у цьому випадку дискретні молекули) на елементарну комірку, що дає густину 3,50 г·см−3.  Атоми фтору розташовані в шестикутній щільній упаковці.
У рідкому і газовому стані MoF6 приймає октаедричну молекулярну геометрію з точковою групою Oh. Довжина зв’язку Mo–F (Молібден-Фтор) становить 1,817 Å. 

## Додатки
Гексафторид молібдену мало застосовується. В атомній промисловості MoF6 зустрічається як домішка в гексафториді урану, оскільки молібден є продуктом розщеплення урану. Він також є домішкою гексафториду вольфраму, який використовується в напівпровідниковій промисловості. MoF6 можна видалити відновленням суміші WF6-MoF6 будь-яким із ряду елементів, включаючи йодоводень, при помірно високій температурі.